# Bebe Daniels

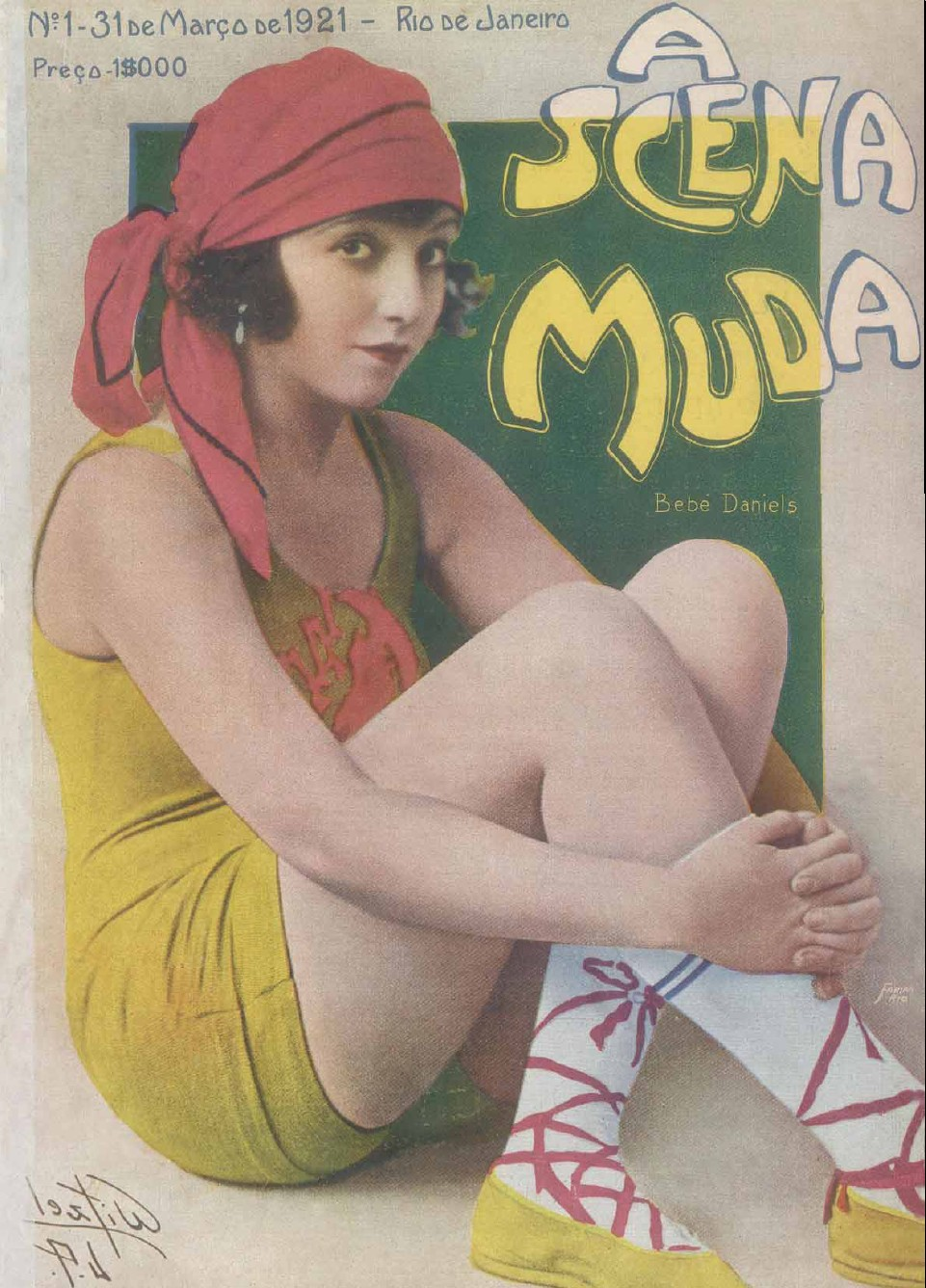
Bebe Daniels na capa d'A Cena Muda, de 1921

Bebe Daniels (Dallas, 14 de janeiro de 1901 – Londres, 16 de março de 1971) foi uma atriz, cantora, dançarina, escritora e produtora estadunidense. Atuou em Hollywood durante o cinema mudo como atriz criança, e mais tarde tornou-se mais conhecida por seus trabalhos no rádio e televisão no Reino Unido. Durante sua vida, Daniels atuou em mais de 230 filmes.

## Biografia
Bebe nasceu como Phyllis Virginia Daniels, em Dallas, no Texas, em 1901. Bebe era um apelido de infância. Seu pai era um gerente de teatro e sua mãe uma atriz teatral. Sua família mudou-se para Los Angeles quando era bem nova, e já aos quatro anos de idade iniciou sua carreira, na primeira versão de The Squaw Man. No mesmo ano de 1905 ela participou de uma turnê teatral na peça de Shakespeare, Ricardo III.  No ano seguinte participou de produções de Morosooa e David Belasco.

## Carreira
Com 7 anos, Bebe estrelou seu primeiro papel no cinema, como a jovem heroína em A Common Enemy. Aos 9 foi Dorothy Gale, no curto filme de 1910 The Wonderful Wizard of Oz; aos 14 anos contracenou com o comediante Harold Lloyd na série de dois filmes cômicos de Lonesome Luke, começando por Giving Them Fits, de 1915; ambos evoluíram para um romance, formando um par romântico que em Hollywood ficou conhecido por "The Boy" e "The Girl".
Sobre a atuação infantil ela declarou numa entrevista: "meus pais decidiram que tinha um bom futuro no trabalho fotográfico então, durante vários anos, atuei em papéis infantis na Vitagraph, Ince e Pathé"; mas quando ela decidiu, mais tarde, dedicar-se exclusivamente ao trabalho no cinema assinando com a Roach, sua mãe disse: "Nunca pensei que a Bebe desceria tão baixo".
Em 1918 ela volta a contracenar com Harold em The Non-Stop Kid, mas desta feita a história gira em torno de seu papel e não mais em rápidas aparições como na série Lonesome Luke; na história Bebe está na festa de aniversário de dezesseis anos, cercada por pretendentes e, mesmo que ela não seja essencial para o desenrolar da trama, seu papel é essencial para esta.
Neste mesmo ano ela ficou conhecida como a "garota que não se beija": durante uma campanha de arrecadação de fundos para a Cruz Vermelha, seus beijos estavam a ser vendidos por 30 dólares (uma pequena fortuna, considerando-se que o salário diário comum era de cinco dólares); Bebe então colocara 40 dólares na caixa de coletas e se retirou, declarando que "dou quarenta dólares à Cruz Vermelha por um beijo: o meu". Harold, apesar de oito anos mais velho que ela, tinha uma admiração pela garota e tiveram efetivamente um romance; embora algumas vezes discutissem, tinham muitos pontos em comum, como o gosto pela dança que fez o casal vencer várias competições juntos.
Em 1919 ela decidiu mudar a categoria de filmes em que atuava para papéis dramáticos, aceitando um contrato que lhe foi oferecido por Cecil B. DeMille, que então a escalou  para papéis secundários em filmes como Male and Female (1919), Why Change Your Wife? (1920), e The Affairs of Anatol (1921).
Na sua autobiografia publicada em 1959, DeMille declarou:
| “ | ...eu a tinha notado, sem ficar impressionado de forma contundente, em algumas comédias de Hal Roach. Mas quando a vi uma noite ao jantar num restaurante, ocorreu-me que poderia haver bem mais por trás daqueles olhos grandes e escuros e da boca como um arco de Cupido do que uma dieta constante de papéis em comédia tinha revelado. Então perguntei a Bebe Daniels se ela queria trabalhar para mim. Mais honrada do que muitos naqueles tempos difíceis ela respondeu que não podia, pois estava presa por contrato ao Sr. Roach. Mais de um ano depois, entretanto, ela veio me ver, vestida com uma roupa de sua mãe para fazê-la parecer madura o suficiente para papéis dramáticos, então lhe dei uma pequena participação em Male and Female". | ” |

O assédio aos artistas contratados fora proibido pela Hollywood Producers Association e Roach se queixara da proposta de DeMille que, questionado oficialmente na época, negou saber quem era a atriz; algo que sua biografia desmente.
Esta mudança ainda assinalou o fim da parceria com Harold Lloyd, justamente quando ambos estavam fazendo muito sucesso juntos; as explicações do fim de contrato com Roach e de que ela queria mudar a carreira não foram suficientes para justificar esta alteração na carreira, inda mais porque Lloyd a seguir alcançou muito mais popularidade e seus filmes alcançaram em dois anos um sucesso acima do normal. Para os biógrafos o amor entre os dois era evidente na tela, como no filme de 1918, The City Slicker; entretanto, consideram que a insegurança dele, sobretudo com relação ao sucesso da jovem atriz, foi um dos fatores que levaram-na a deixar o contrato com Roach, que terminou em 1919.

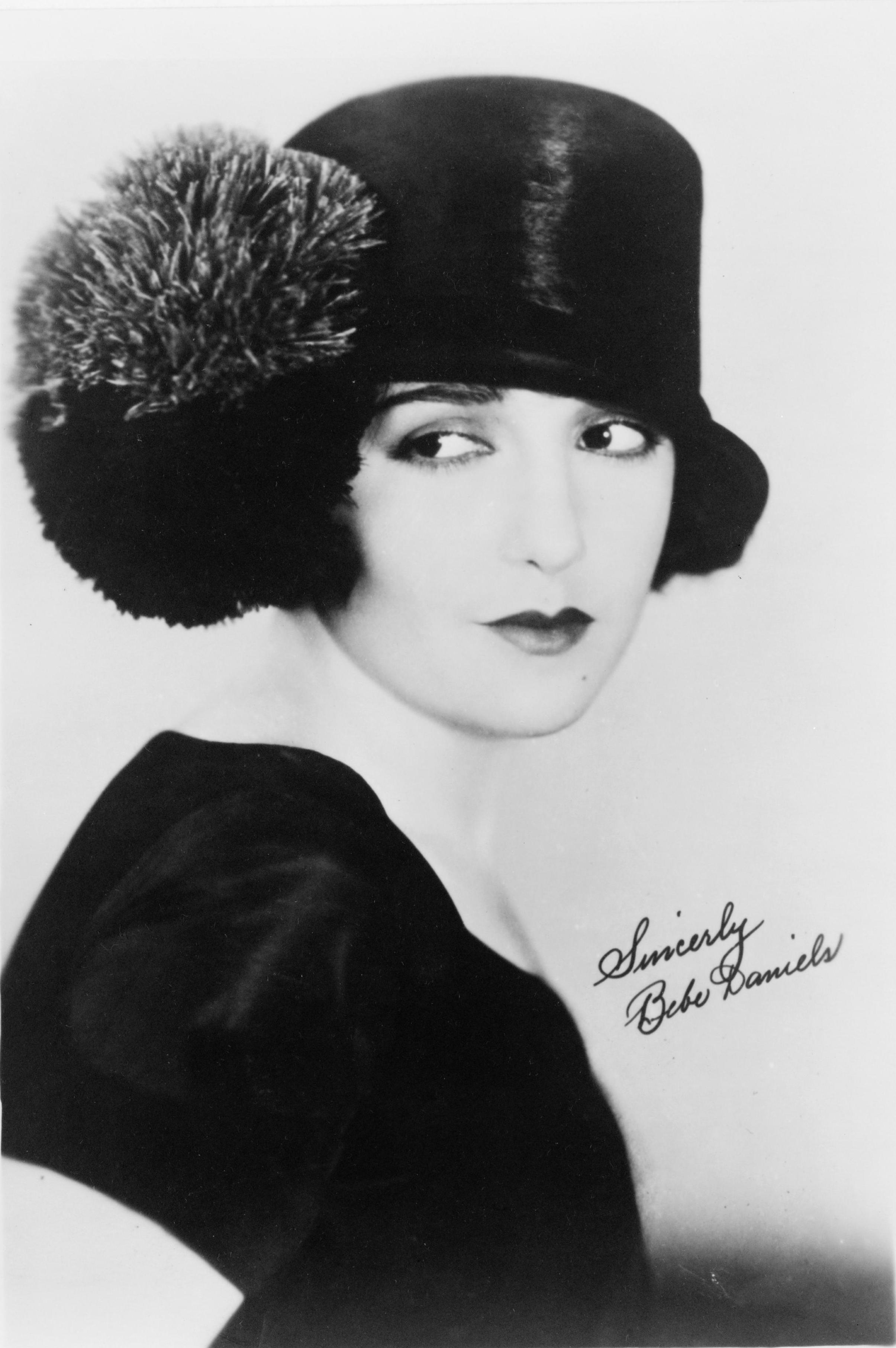
Bebe Daniels em 1925.

Na década de 1920 Daniels estava contratada pela Paramount Pictures. Foi considerada uma estrela adulta em 1922 e em 1924 atuou junto a Rodolfo Valentino em Monsieur Beaucaire. Depois disto participou de uma série de filmes populares, como Miss Bluebeard, The Manicure Girl, e Wild Wild Susan. A Paramount não renovou seu contrato com o advento do cinema falado. Ela foi, então, contratada pela Radio Pictures (mais tarde conhecida como RKO) para estrelar uma de suas maiores produção daquele ano. Também estrelou em 1929 o filme falado Rio Rita, que restou num dos maiores sucessos daquele ano, fazendo de Bebe Daniels uma estrela reconhecida, sendo contratada pela RCA Victor para gravar várias canções de seu catálogo.
Na Radio Pictures estrelou uma série de musicais, como Dixiana e Love Comes Along, ambos de 1930. No final deste ano apareceu na comédia musical Reaching for the Moon mas, como os filmes musicais haviam saído de moda àquela altura, as cenas tiveram que ser cortadas antes de sua estreia. Como seu nome estava associado a este gênero de filmes, o estúdio não renovou seu contrato. A Warner Brothers, entretanto, percebeu que ela era um atrativo para bilheteria e lhe ofereceu um contrato, que foi aceito. Em seus anos neste estúdio estrelou filmes como Swim Girl, swim (1927), My Past (1931), Honor of the Family (1931) e o grande sucesso de 1931 O Falcão Maltês. Em 1932 aparece em Silver Dollar e no sucesso Busby Berkeley, e na comédia musical 42nd Street (1933) onde canta mais uma vez. Seu último filme na Warner foi Registered Nurse (1934).

## Aposentadoria
Aposentou-se de Hollywood em 1935. Com o esposo, o também ator de cinema Ben Lyon, com quem se casara em 1930, mudou-se para Londres. Ali, alguns anos mais tarde, estrelou a produção teatral britânica do musical Panama Hattie, de Ethel Merman. O casal Lyon, em seguida, participou de espetáculas radiofônicos da BBC. O mais notável destes foi uma série chamada Hi Gang, que permaneceu no ar ao longo das décadas, desfrutando de grande popularidade durante a Segunda Guerra Mundial. Daniels escreveu a maior parte dos diálogos, e o casal permaneceu apresentando-o mesmo durante o período da blitzkrieg.
Após a guerra, foi agraciada com a Medalha Presidencial da Liberdade pelo presidente Harry S. Truman em reconhecimento aos serviços prestados durante o conflito. Em 1945 voltou a Hollywood onde trabalhou por um curto período como produtora da Hal Roach e Eagle Lion. Regressou para a Inglaterra em 1948, lá vivendo o resto da vida. Bebe, seu marido, o filho Richard e a filha Barbara estrelaram o programa radiofônico de sitcom Life With The Lyons (1951 a 1961), que posteriormente foi levado à televisão.

## Morte
Bebe morreu em 16 de março de 1971, em Londres, aos 70 anos de idade, devido a um AVC. Seu corpo foi cremado e suas cinzas foram sepultadas no Hollywood Forever Cemetery, Hollywood, Los Angeles.